# 大森庸雄
大森 庸雄（おおもり つねお、1947年1月24日 - ）は、日本の音楽評論家、ラジオ番組プロデューサー、ラジオパーソナリティ、放送作家。
主にエリック・クラプトン、スティービー・ワンダー、エアロスミスなど日本国外のトップアーティストへのインタビューや、ロック関連の論評をまとめた出版物、CDの解説、音楽関連の洋書の翻訳などを手がけている。
1970年代～1990年代には数々のラジオ番組でパーソナリティを務め、軽快なトークで人気を集めた。
西洋占星術にも精通しており、AFA（米国占星学者連盟）に会員として名を連ねている。

## 主な活動

### 音楽評論家として

#### 著書
- ティーン・ポップスの本（ベストセラーズ 1978年）
- ロック豪快伝説（文藝春秋 2004年6月26日発売）ISBN 4-12-390045-3／ISBN 978-4-16-366100-1
  - ロック豪快伝説（立東舎文庫 2017年1月20日発売）ISBN 978-4-84-562983-1
- 生きてるぜ!ロックスターの健康長寿力（PHP研究所/PHP新書 2016年7月19日発売）ISBN 978-4-56-983118-3

など
日本語訳
- ベイ・シティ・ローラーズ―現代の貴公子（エリス・アレン／徳間書店　1977年）[2]
- ベイ・シティ・ローラーズ―栄光への道（タム・ベイトン。山本沙由理との共訳／徳間書店　1977年）[2]
- ニュー・キッズ・オン・ザ・ブロック・ストーリー（ニュー・キッズ・オン・ザ・ブロック／CBS・ソニー出版 1991年）ISBN 978-4-78-970617-9

など

#### 連載
- 大人のロック!（日経BP社）- 「とんでもロッカー伝説」を連載

### ラジオ関連

#### パーソナリティ
- WEEKEND Hi!（FM-FUJI 1992.04～1999.03）
- SUPER C.H.R（FM横浜）[1]
- TOKYO BAYLINE 7300（Bayfm 1993.04～1997.03）
- ラジオのチカラ（Bayfm）
- THE TOP 40（NACK5）
- ROCUPATION（文化放送）
- ミュージックステーション（文化放送）[1]
- アゼリアPOPパーティー（文化放送）[1]

など多数

#### プロデュース
- 9500万人のポピュラーリクエスト（文化放送）- のちの「全国ポピュラーベストテン」。

など

### 音楽評論家として
- パープルエクスプレス(文化放送、1982年10月10日 - 1991年10月6日)

#### その他
- LOVE CONNECTION ミュージックバリスタ（TOKYO FM・FMOH! 2016.8.9）[3]

### その他

#### 歌手活動
- がんばれジャイアンツ!!（アラジン・スペシャル。トリオ・レコード、1973年8月21日発売[4]）
  - アラジン・スペシャルは大森を含む6人からなる音楽グループ[4]。曲名からは巨人軍の応援歌を連想させるが、歌詞はそれとは全く関係がない[4]。ラジオの深夜放送で流され、話題になった[4]。

#### テレビ出演
- タモリ倶楽部（テレビ朝日）ゲスト
  - 「ロック豪快伝説」（2002年6月12日放送）解説
  - 「ザ・ローリング・ストーンズ 無料体感ライヴ OUT 東京ドーム」（2003年4月18日放送）解説
  - テレビ朝日開局50周年記念特別番組 今夜だけタモリ倶楽部スペシャル（2009年1月30日放送） -  「ザ・ローリング・ストーンズ～」の回が紹介された。
- ミュージックトマト（テレビ神奈川）MC